# Hömyrtjärnen, Norrbotten
Hömyrtjärnen är en sjö i Piteå kommun i Norrbotten och ingår i Åbyälvens huvudavrinningsområde. Hömyrtjärnen ligger i Åbyälven Natura 2000-område.